# Baiedo
Baiedo – miejscowość w północnych Włoszech, będąca częścią (frazione) gminy Pasturo, w regionie Lombardia, w prowincji Lecco. Tworzyła odrębną gminę (comune) do 1927 roku.